# Rhododendron buxoides
Rhododendron buxoides är en ljungväxtart som beskrevs av Hermann Sleumer. Rhododendron buxoides ingår i släktet rododendron, och familjen ljungväxter. Inga underarter finns listade i Catalogue of Life.